# Список зарубежных сериалов, показанных на ЦТ СССР
Список телесериалов (телевизионных фильмов из более чем двух серий) иностранного производства, которые были показаны в период до 1991 года на Центральном телевидении СССР.

## Телесериалы
| Название (на ЦТ СССР)                  | Год выпуска | Страна-производитель                     | Даты показа на ЦТ | Примечания                                                                               |
| -------------------------------------- | ----------- | ---------------------------------------- | --- | ---------------------------------------------------------------------------------------- |
| Арабела                                | 1979        | Чехословакия                             | - 8 июля — 11 июля 1986 (2 пр.) - 26 — 29 июня 1990 (2 пр.) |                                                                                          |
| Артур Беккер                           | 1971        | ГДР                                      | - 2 октября 1972 — 4 октября 1972 (1 пр.) - 30 октября — 1 ноября 1973 (2 пр.) |                                                                                          |
| Архив смерти                           | 1980        | ГДР                                      | - 5 декабря 1983 — 10 декабря 1983 (1 пр.) - 31 марта — 15 апреля 1990 (1 пр.) |                                                                                          |
| Барбара и Ян                           | 1964        | Польша                                   | - 14 ноября 1967 — 19 ноября 1967 (1 пр.) |                                                                                          |
| Беверли Хиллз, 90210                   | 1990        | США                                      | - 1 июля 1991 | Показана пилотная серия                                                                  |
| Без борьбы нет победы                  | 1966        | ГДР                                      | - 9 марта 1970 — 15 марта 1970 (1 пр.) |                                                                                          |
| Безымянный замок                       | 1982        | Венгрия                                  | - 21 октября 1986 — 30 октября 1986 (2 пр.) - 24 — 30 августа 1990 (1 пр.) |                                                                                          |
| Бенони и Роза                          | 1973        | Норвегия                                 | - 22 июля 1990 — 27 июля 1990 (1 пр.) |                                                                                          |
| Блеск и нищета куртизанок              | 1975        | Франция Бельгия Швейцария ФРГ            | - 23 мая 1977 — 28 мая 1977 (1 пр.) - 26 июля — 30 августа 1981 (4 пр.) | 6 серий                                                                                  |
| Богатые кварталы                       | 1983        | Франция                                  | - 18 июля 1989 — 20 июля 1989 (2 пр.). Показ был перенесён с конца июня того же года (в связи с трансляциями в те дни сессии Верховного Совета СССР). |                                                                                          |
| Богатые тоже плачут                    | 1979—1980   | Мексика                                  | - 18 ноября 1991 (1 пр.). Демонстрировался по 21 ноября, с 21 декабря показ возобновлён по субботам и воскресеньям. | Показ завершился 26 ноября 1992 на 1-м канале Останкино.                                 |
| Больница на окраине города             | 1976—1981   | Чехословакия                             | - 3 июня 1990 — 15 июня 1990 (1 пр.) - 15 января — 8 февраля 1991 (1 пр.) |                                                                                          |
| Большая любовь Бальзака                | 1973        | Польша Франция                           | - 5 января 1974 — 12 января 1974 (1 пр.) - 1 — 16 сентября 1979 (4 пр.) - 20 — 28 августа 1990 (ОП) |                                                                                          |
| Братья Лаутензак                       | 1973        | ГДР                                      | - 19 августа 1975 — 22 августа 1975 (1 пр.) - 11 — 14 февраля 1987 (1 пр.) | 3 серии                                                                                  |
| В открытом море                        | 1974        | ГДР                                      | - 20 октября 1979 — 28 октября 1979 (4 пр.) |                                                                                          |
| В погонах дьявола / С погонами дьявола | 1967        | Болгария                                 | - 8 апреля 1968 — 9 апреля 1968 (1 пр.) - 17 — 18 мая 1968 (2 пр.) - 10 — 11 июня 1969 (2 пр.) - 5 — 6 июля 1971 (2 пр.) - 12 — 15 февраля 1973 (2 пр.) | Для показа на ЦТ пять изначальных серий были сгруппированы в две, а в 1973 — в 4.        |
| Война ежей                             | 1978        | Болгария                                 | - 23 августа 1982 — 27 августа 1982 (2 пр.) - 31 июля — 3 августа 1990 (2 пр.) |                                                                                          |
| Волк среди волков                      | 1964        | ГДР                                      | - 10 сентября 1969 — 14 сентября 1969 (1 пр.) |                                                                                          |
| Воспитание чувств                      | 1973        | Франция                                  | - 9 июля 1990 — 13 июля 1990 (1 пр.) |                                                                                          |
| Все реки текут                         | 1983        | Австралия                                | - 26 января 1988 — 29 января 1988 (1 пр.) - 17 — 27 декабря 1990 (1 пр.) |                                                                                          |
| Встречи                                | 1967        | ГДР                                      | - 15 февраля 1969 — 20 февраля 1969 (1 пр.) - 15 — 19 сентября 1969 (2 пр.) - 5 — 9 октября 1971 (2 пр.) |                                                                                          |
| Глембаи                                | 1988        | Югославия                                | - 29 августа 1990 — 31 августа 1990 (1 пр.) |                                                                                          |
| Готвальд                               | 1986        | Чехословакия                             | - 9 марта 1988 — 15 марта 1988 (1 пр.) |                                                                                          |
| Граница долга                          | 1984        | Куба                                     | - 27 декабря 1989 — 29 декабря 1989 (2 пр.) |                                                                                          |
| Графиня де Монсоро                     | 1971        | Франция                                  | - 31 января 1983 — 4 февраля 1983 (2 пр.) - 27 марта — 2 апреля 1989 (2 пр.) |                                                                                          |
| Гэгмен                                 | 1986—1987   | Чехословакия ФРГ                         | - 4 февраля 1991 — 9 февраля 1991 (1 пр.) |                                                                                          |
| Да, господин премьер-министр!          | 1986—1988   | Великобритания                           | - 5 июня 1990 — 7 июня 1990 (1 пр.) |                                                                                          |
| Дактари                                | 1966—1969   | США                                      | - 12 июня 1973 — 4 июля 1973 (1 пр.) |                                                                                          |
| Далеко от шоссе                        | 1976        | Польша                                   | - 21 июля 1978 — 23 июля 1978 (1 пр.) - 7 — 15 апреля 1979 (4 пр.) | Показано 5 серий из 7 (вероятно частично перегруппированы).                              |
| Даллас                                 | 1978—1991   | США                                      | - 1 июля 1991 — 5 июля 1991 (1 пр.) |                                                                                          |
| Дачники                                | 1975        | Чехословакия                             | - 17 ноября 1979 — 2 декабря 1979 (4 пр.) |                                                                                          |
| Дачные истории                         | 1982—1985   | ГДР                                      | - 19 июля 1986 — 3 августа 1986 (2 пр.) - 4 — 13 декабря 1990 (2 пр.) |                                                                                          |
| Девочка по прозвищу Штёртебекер        | 1979        | ГДР                                      | - 7 июня 1982 — 8 июня 1982 (2 пр.) |                                                                                          |
| Депутат                                | 1976        | Чехословакия                             | - 18 сентября 1978 — 22 сентября 1978 (2 пр.) | 11 серий для показа на ЦТ сдвоены до 5.                                                  |
| Джейн Эйр                              | 1983        | Великобритания                           | - 1 декабря 1986 — 5 декабря 1986 (1 пр.) |                                                                                          |
| Джузеппе Верди                         | 1982        | Италия Франция ФРГ Великобритания Швеция | - 1 августа 1988 — 12 августа 1988 (1 пр.) | 9 серий                                                                                  |
| До перерыва 0:1                        | 1969        | Польша                                   | - 2 января 1974 — 8 января 1974 (1 пр.) |                                                                                          |
| Доктор Ева                             | 1970        | Польша                                   | - 7 декабря 1971 — 9 декабря 1971 (1 пр.) - 5 — 7 июля 1972 (2 пр.) - 3 — 7 марта 1975 (2 пр.) | Показано 5 серий из 9.                                                                   |
| Доктор Шлютер                          | 1965        | ГДР                                      | - 2 октября 1966 — 7 октября 1966 (1 пр.) - 25 — 29 сентября 1967 (2 пр.) |                                                                                          |
| Домашняя война                         | 1965—1966   | Польша                                   | - 27 января 1969 — 28 января 1969 (1 пр.) - 24 — 25 июня 1972 (4 пр.) - 11 — 12 декабря 1974 (2 пр.) |                                                                                          |
| Дорога                                 | 1973        | Польша                                   | - 8 декабря 1975 — 10 декабря 1975 (2 пр.) | Показано 3 серии из 6 (возможно сдвоены).                                                |
| Дьявол во плоти                        | 1978        | Франция                                  | - 23 июля 1984 — 27 июля 1984 (1 пр.) - 14 — 17 октября 1986 (2 пр.) |                                                                                          |
| Дэвид Копперфильд                      | 1974        | Великобритания                           | - 4 августа 1975 — 9 августа 1975 (1 пр.) - 3 — 5 января 1978 (4 пр.) | 6 серий                                                                                  |
| Дюпен вмешивается                      | 1970        | Чехословакия                             | - 3 января 1972 — 5 января 1972 (1 пр.) |                                                                                          |
| Жак Оффенбах                           | 1977—1978   | Франция                                  | - 8 июля 1980 — 11 июля 1980 (1 пр.) - 22 — 24 августа 1984 (1 пр.) | Показано 3 серии из 6.                                                                   |
| Жан Кристоф                            | 1978        | Франция                                  | - 19 марта 1979 — 27 марта 1979 (1 пр.) - 15 мая — 26 июня 1983 (2 пр.) |                                                                                          |
| Жар-моряк                              | 1978        | Болгария                                 | - 10 июля 1980 — 11 июля 1980 (1 пр.) |                                                                                          |
| Жар солнца                             | 1971        | ГДР                                      | - 1 июля 1972 — 4 июля 1972 (1 пр.) |                                                                                          |
| Желчь павлина                          | до 1991     | Китай                                    | - 16 февраля 1991 — 17 февраля 1991 (1 пр.) |                                                                                          |
| Жизнь Леонардо да Винчи                | 1971        | Италия                                   | - 9 июня 1973 — 15 июня 1973 (1 пр.) - 8 — 12 июля 1974 (1 пр.) |                                                                                          |
| Забавные приключения Элис              | 1976-1978   | Великобритания                           | - 23 марта 1987 — 27 марта 1987 (1 пр.) | Также показывали в рамках передачи «В мире животных».                                    |
| Загляни под маску                      | 1989        | Финляндия                                | - 4 декабря 1990 — 6 декабря 1990 (1 пр.) |                                                                                          |
| Заколдованная усадьба                  | 1976        | Польша                                   | - 15 февраля 1980 — 17 февраля 1980 (1 пр.) |                                                                                          |
| Знак орла                              | 1978        | Польша                                   | - 2 января 1980 — 7 января 1980 (1 пр.) | Показано 4 серии из 14.                                                                  |
| И всё-таки Земля вертится              | 1973        | Венгрия                                  | - 16 декабря 1975 — 18 декабря 1975 (2 пр.) | 3 серии                                                                                  |
| Ил и снасти                            | 1978        | Испания                                  | - 23 августа 1983 — 25 августа 1983 (2 пр.) - 11 — 14 июня 1985 (2 пр.) |                                                                                          |
| Илла. Пункт наблюдения                 | 1981        | Италия                                   | - 4 июля 1984 — 6 июля 1984 (1 пр.) - 6 — 7 июня 1987 (2 пр.) |                                                                                          |
| Инспектор Деррик                       | 1974—1998   | ФРГ                                      | - 19 февраля 1989 — 11 февраля 1990 (2 пр.) |                                                                                          |
| Иоганн Себастьян Бах                   | 1985        | ГДР Венгрия                              | - 7 февраля 1989 — 11 февраля 1989 (1 пр.) |                                                                                          |
| Камилла                                | 1976        | Италия                                   | - 13 ноября 1978 — 17 ноября 1978 (1 пр.) - 5 — 6 июня 1982 (2 пр.) |                                                                                          |
| Каникулы                               | 1976        | Польша                                   | - 26 марта 1979 — 29 марта 1979 (1 пр.) | 4 серии                                                                                  |
| Капитан Сова идёт по следу             | 1965        | Польша                                   | - 13 марта 1967 — 19 марта 1967 (1 пр.) - 24 — 27 июня 1969 (4 пр.) - 15 — 17 января 1973 (2 пр.) |                                                                                          |
| Капитан Тенкеш                         | 1964        | Венгрия                                  | - 6 августа 1965 — 25 августа 1965 (1 пр.) - 30 декабря 1965 — 10 января 1966 (1 пр.) - 2 — 10 января 1968 (1 пр.) - 4 — 7 января 1971 (1 пр.) | 13 серий                                                                                 |
| Карино                                 | 1974        | Польша                                   | - 16 августа 1976 — 19 августа 1976 (4 пр.) - 21 — 24 июля 1987 (2 пр.) | Для показа на ЦТ 13 серий сдвоено до 6.                                                  |
| Коломба                                | 1982        | Италия                                   | - 17 августа 1983 — 20 августа 1983 (1 пр.) - 29 — 31 мая 1985 (2 пр.) |                                                                                          |
| Колумб 64                              | 1966        | ГДР                                      | - 13 ноября 1968 — 17 ноября 1968 (1 пр.) |                                                                                          |
| Колючая крепость                       | 1966        | Венгрия                                  | - 29 июля 1968 — 19 августа 1968 (1 пр.) - 30 июля — 5 августа 1973 (1 пр.) |                                                                                          |
| Командир                               | 1981        | Чехословакия                             | - 8 августа 1983 — 13 августа 1983 (2 пр.) |                                                                                          |
| Комната с видом на город               | 1978        | ГДР                                      | - 15 апреля 1981 — 17 апреля 1981 (4 пр.) |                                                                                          |
| Коперник                               | 1972        | Польша ГДР                               | - 22 сентября 1973 — 26 сентября 1973 (1 пр.) |                                                                                          |
| Королёк — птичка певчая                | 1986        | Турция                                   | - 12 марта 1990 — 16 марта 1990 (1 пр.) |                                                                                          |
| Котелок и нос картошкой                | 1974        | Венгрия                                  | - 5 января 1976 — 8 января 1976 (1 пр.) - 25 — 26 июля 1985 (2 пр.) | 4 серии                                                                                  |
| Красное вино                           | 1972        | Чехословакия                             | - 11 февраля 1974 — 14 февраля 1974 (1 пр.) |                                                                                          |
| Красные альпинисты                     | 1967        | ГДР                                      | - 18 мая 1971 — 28 мая 1971 (2 пр.) - 9 — 13 апреля 1973 (2 пр.) |                                                                                          |
| Крупп и Краузе                         | 1969        | ГДР                                      | - 21 сентября 1969 — 27 сентября 1969 (1 пр.) |                                                                                          |
| Кукла                                  | 1978        | Польша                                   | - 24 апреля 1984 — 28 апреля 1984 (2 пр.) |                                                                                          |
| Легенда о Штюльпнере                   | 1973        | ГДР                                      | - 23 сентября 1975 — 26 сентября 1975 (2 пр.) | Показано 4 серии из 7 (возможно сдвоены).                                                |
| Лето в Визивароше                      | 1964        | Венгрия                                  | - 17 июля 1968 — 18 июля 1968 (1 пр.) - 17 — 18 июня 1970 (2 пр.) - 27 — 28 ноября 1972 (2 пр.) | Для показа на ЦТ три изначальные серии были сгруппированы в две.                         |
| Лето с Катей                           | 1975        | Чехословакия                             | - 31 октября 1981 — 14 ноября 1981 (1 пр.) - 23 — 25 июля 1984 (2 пр.) - 15 — 17 августа 1988 (2 пр.) |                                                                                          |
| Лунный камень                          | 1972        | Великобритания                           | - 30 июня 1975 — 4 июля 1975 (1 пр.) - 14 — 17 марта 1978 (4 пр.) | 5 серий                                                                                  |
| Лэсси                                  | 1954—1973   | США                                      | - 2 января 1974 — 11 января 1974 (1 пр.): 8 серий - 2 — 7 января 1978 (1 пр.): 15 серий - 3 — 26 февраля 1979 (1 пр.): 6 серий | Также показывали в рамках передачи «В мире животных».                                    |
| Любовь в этом возрасте                 | 1984        | Куба                                     | - 25 июля 1989 — 28 июля 1989 (1 пр.) |                                                                                          |
| Люди на перепутье                      | 1970        | Чехословакия                             | - 8 октября 1973 — 12 октября 1973 (1 пр.) |                                                                                          |
| Маппет-шоу                             | 1976—1981   | Великобритания США                       | |                                                                                          |
| Матэ Борш                              | 1968—1972   | Венгрия                                  | - 23 марта 1969 — 27 марта 1969 (1 пр.) - 23 — 27 марта 1970 (2 пр.)5 первых серий, перемонтированных в 4. - 3 — 9 июня 1974 (2 пр.)7 из 10 дальнейших серий. |                                                                                          |
| Милый друг                             | 1983        | Франция                                  | - 27 января 1986 — 29 января 1986 (1 пр.) |                                                                                          |
| Молодость на лестнице                  | 1973        | Югославия                                | - 26 ноября 1975 — 27 ноября 1975 (2 пр.) | 6 серий                                                                                  |
| Моцарт                                 | 1982        | Франция                                  | - 25 сентября 1985 — 4 октября 1985 (1 пр.) - 19 — 26 декабря 1989 (2 пр.) | Совместное производство с Бельгией, Канадой, Италией и Швейцарией                        |
| Мужики                                 | 1972        | Польша                                   | - 27 сентября 1975 — 9 августа 1975 (4 пр.) | Показано 6 серий из 13 (вероятно сдвоены)                                                |
| Мы все, обязательно посещающие школу   | 1984        | Чехословакия                             | - 14 октября 1989 — 5 ноября 1989 (2 пр.) |                                                                                          |
| На каждом километре                    | 1969        | Болгария                                 | - 5 сентября 1970 — 27 сентября 1970 (1 пр.) - 10 — 23 января 1972 (2 пр.) | Не показана серия № 5 «Встречные поезда», причём изначальная нумерация была изменена.    |
| На каждом километре II                 | 1971        | Болгария                                 | - 10 сентября 1974 — 14 сентября 1974 (2 пр.) | Показано 5 серий из 13.                                                                  |
| Над всей Испанией безоблачное небо     | 1971        | ГДР                                      | - 5 февраля 1973 — 8 февраля 1973 (1 пр.) |                                                                                          |
| Накипь                                 | 1972        | Франция                                  | - 2 июня 1990 — 14 июля 1990 (ОП) | Без перевода (на французском языке)                                                      |
| Наш общий друг                         | 1976        | Великобритания                           | - 24 мая 1983 — 27 мая 1983 (2 пр.) - 12 — 15 августа 1983 (2 пр.) |                                                                                          |
| Невероятные приключения Марека Пегуса  | 1967        | Польша                                   | - 8 июля 1968 — 16 июля 1968 (1 пр.) - 16 — 26 июля 1973 (1 пр.) |                                                                                          |
| Никого нет дома                        | 1972        | Чехословакия                             | - 9 июня 1975 — 12 июня 1975 (1 пр.) - 24 — 25 марта 1977 (1 пр.) - 3 — 4 августа 1981 (4 пр.) | 14 серий                                                                                 |
| Николас Никльби                        | 1977        | Великобритания                           | - 15 июля 1991 — 19 июля 1991 (1 пр.) |                                                                                          |
| Нина и Иво                             | 1967        | Югославия                                | - 16 июня 1972 — 24 июня 1972 (1 пр.) |                                                                                          |
| Ночью на белых конях                   | 1984        | Болгария                                 | - 24 февраля 1990 — 10 марта 1990 (2 пр.) |                                                                                          |
| Ну что же ты, папа?                    | 1974        | ГДР                                      | - 25 сентября 1974 — 27 сентября 1974 (1 пр.) - 25 — 27 сентября 1976 (4 пр.) - 8 — 10 марта 1979 (4 пр.) - 15 — 17 июля 1981 (4 пр.) | 3 серии                                                                                  |
| Обретение Родины                       | 1963        | Венгрия                                  | - 15 апреля 1966 — 17 апреля 1966 (1 пр.) |                                                                                          |
| Об этом приходилось молчать            | 1978—1979   | Куба                                     | - 9 января 1985 — 16 января 1985 (1 пр.) |                                                                                          |
| Объявлено убийство                     | 1985        | Великобритания                           | - 10 января 1987 — 11 января 1987 (1 пр.) - 16 — 17 февраля 1989 (1 пр.) | Из сериала «Мисс Марпл»                                                                  |
| Одиночки                               | 1984        | Австралия                                | - 8 апреля 1991 — 11 апреля 1991 (1 пр.) |                                                                                          |
| Один среди волков                      | 1979        | Болгария                                 | - 7 сентября 1981 — 11 сентября 1981 (4 пр.) - 27 — 31 августа 1984 (2 пр.) |                                                                                          |
| Освободительный фронт действует        | до 1974     | Югославия                                | - 27 ноября 1974 — 28 ноября 1974 (2 пр.) - 9 — 10 августа 1977 (4 пр.) | 6 серий (в 1977 — 5 серий).                                                              |
| Осьминоги со второго этажа             | 1987—1988   | Чехословакия ФРГ                         | - 26 июля 1988 — 29 июля 1988 (1 пр.) |                                                                                          |
| Отверженные                            | 1972        | Франция                                  | - 17 марта 1975 — 21 марта 1975 (1 пр.) - 14 — 18 февраля 1977 (1 пр.) | Изначальные 2 части на ЦТ показаны в виде 4 серий                                        |
| Павел вмешивается                      | 1974        | Чехословакия                             | - 5 января 1982 — 7 января 1982 (1 пр.) - 20 — 22 августа 1984 (1 пр.) |                                                                                          |
| Пан Самоходик и Тамплиеры              | 1971        | Польша                                   | - 2 января 1973 — 6 января 1973 (1 пр.) |                                                                                          |
| Пан Тау                                | 1970—1979   | Чехословакия                             | - 5 июля 1982 — 9 июля 1982 (2 пр.) - 9 — 13 июля 1990 (1 пр.) |                                                                                          |
| Папа в командировке (телеверсия)       | 1985        | Югославия                                | - 27 ноября 1989 — 29 ноября 1989 (1 пр.) |                                                                                          |
| Парижские могикане                     | 1971        | Чехословакия                             | - 12 августа 1974 — 17 августа 1974 (1 пр.) |                                                                                          |
| Парни на обочине                       | 1980—1982   | Великобритания                           | - 12 мая 1987 — 16 мая 1987 (1 пр.) |                                                                                          |
| Повстанческая история                  | 1984        | Чехословакия                             | - 28 августа 1986 — 6 сентября 1986 (1 пр.) - 12 — 20 мая 1990 (1 пр.) |                                                                                          |
| Подпольный фронт                       | 1965        | Польша                                   | - 17 января 1966 — 27 января 1966 (1 пр.) - 9 — 12 августа 1969 (1 пр.) - 20 — 22 ноября 1972 (2 пр.) - 29 — 31 июля 1974 (2 пр.) | Официально 7 серий, но в телепрограмме от 12 августа 1969 года были указаны 8 и 9 серии. |
| Поиск и спасение: команда Альфа        | 1977—1978   | США Канада                               | - 15 июля 1983 — 16 июля 1983 (2 пр.) | Показано три части из 26.                                                                |
| Поколение                              | до 1970     | Чехословакия                             | - 15 мая 1970 — 17 мая 1970 (2 пр.) | 3 серии                                                                                  |
| Полёт сокола                           | 1985        | ГДР                                      | - 3 октября 1989 — 6 октября 1989 (1 пр.) |                                                                                          |
| Поль Гоген                             | 1975        | Франция                                  | - 3 сентября 1983 — 24 сентября 1983 (2 пр.) |                                                                                          |
| Польские дороги                        | 1976—1977   | Польша                                   | - 11 июля 1988 — 22 июля 1988 (2 пр.) |                                                                                          |
| Послы не убивают                       | 1970        | ГДР                                      | - 24 июля 1972 — 26 июля 1972 (1 пр.) |                                                                                          |
| Почему они не попросили Эванс?         | 1980        | Великобритания                           | - 7 июля 1987 — 10 июля 1987 (1 пр.) |                                                                                          |
| Прекрасные господа из Буа-Доре         | 1976        | Франция                                  | - 28 ноября 1983 — 2 декабря 1983 (2 пр.) |                                                                                          |
| Преследование                          | 1971        | Румыния                                  | - 5 августа 1974 — 9 августа 1974 (2 пр.) |                                                                                          |
| Приговор                               | 1970        | Чехословакия                             | - 17 ноября 1975 — 21 ноября 1975 (2 пр.) | 5 серий                                                                                  |
| Приключения в Африке                   | 1967—1968   | США                                      | - 13 апреля 1975 (1 пр.) - 24 мая 1975 (1 пр.) - 7 — 8 июня 1975 (1 пр.) - 19 июля 1975 (1 пр.) - 8 — 28 августа 1976 (1 пр.) |                                                                                          |
| Приключения в каникулы                 | 1978—1980   | Чехословакия                             | - 4 июня 1984 — 8 июня 1984 (2 пр.) - 1 — 4 июля 1985 (2 пр.) - 13 — 16 июня 1988 (2 пр.) - 28 — 31 августа 1990 (2 пр.) |                                                                                          |
| Приключения на далёком Севере          | 1973        | Италия Югославия                         | - 11 января 1977 — 21 января 1977 (1 пр.) | Показано 6 серий из 7.                                                                   |
| Приключения пса Цивиля                 | 1968        | Польша                                   | - 1 мая 1972 — 3 мая 1972 (2 пр.) - 6 — 8 июня 1972 (1 пр.) - 20 — 24 августа 1973 (1 пр.) - 4 — 8 июля 1977 (1 пр.) | 7 серий                                                                                  |
| Принц в солдатах                       | 1966—1967   | Венгрия                                  | - 2 сентября 1968 — 8 сентября 1968 (1 пр.) - 16 — 17 января 1971 (4 пр.) |                                                                                          |
| Прощание с миром                       | 1979        | ГДР                                      | - 9 октября 1981 — 10 октября 1981 (4 пр.) |                                                                                          |
| Путешествие за улыбку                  | 1971        | Польша                                   | - 28 августа 1972 — 31 августа 1972 (1 пр.) |                                                                                          |
| Путешествие на Луну                    | 1974        | Венгрия                                  | - 25 марта 1986 — 27 марта 1986 (2 пр.) |                                                                                          |
| Пуччини                                | 1973        | Италия                                   | - 6 января 1975 — 10 января 1975 (1 пр.) - 21 — 29 июля 1979 (4 пр.) |                                                                                          |
| Рабыня Изаура                          | 1976—1977   | Бразилия                                 | - 16 октября 1988— 9 марта 1989 (1 пр.) - 10 — 28 сентября 1990 (1 пр.) |                                                                                          |
| Радужный лук                           | 1973        | Чехословакия Польша                      | - 5 апреля 1976 — 9 апреля 1976 (2 пр.) | Показано 4 серий из 13 (возможно были объединены).                                       |
| Район на севере                        | 1980        | Чехословакия                             | - 3 мая 1989 — 18 мая 1989 (2 пр.) |                                                                                          |
| Ребята из нашей школы                  | 1968—1971   | Польша                                   | - 4 июня 1973 — 8 июня 1973 (1 пр.) |                                                                                          |
| Робин Гуд                              | 1984—1986   | Великобритания                           | - 17 июля 1985 — 19 июля 1985 (1 пр.) - 28 июля — 4 августа 1987 (1 и 2 пр.) |                                                                                          |
| Рубенс — художник и дипломат           | 1977        | Бельгия                                  | - 25 августа 1982 — 26 августа 1982 (1 пр.) |                                                                                          |
| С приключением на «ты»                 | 1966        | Польша                                   | - 27 марта 1969 — 29 марта 1969 (1 пр.) - 3 — 4 января 1977 (1 пр.) | 7 серий                                                                                  |
| Сага о Форсайтах                       | 1967        | Великобритания                           | - 8 июля 1971 — 8 августа 1971 (1 пр.) |                                                                                          |
| Сегодня вечером — Фернандель           | 1968—1969   | Италия                                   | - 23 мая 1976 — 10 октября 1976 (1 пр.): Показано 4 серии из 6 (1 раз в месяц) - 1 октября 1978: 2 серии |                                                                                          |
| Семь коротких лет инженера Хагары      | 1977        | Чехословакия                             | - 22 сентября 1981 — 24 сентября 1981 (4 пр.) |                                                                                          |
| Семья Лесьневских                      | 1978        | Польша                                   | - 25 августа 1983 — 27 августа 1983 (2 пр.) - 26 — 28 июня 1989 (2 пр.) |                                                                                          |
| Семья Тибо                             | 1972        | Франция                                  | - 14 октября 1974 — 19 октября 1974 (1 пр.) | Показано 5 серий из 6.                                                                   |
| Семья Штраус                           | 1972        | Великобритания США                       | - 1 июня 1981 — 6 июня 1981 (1 пр.) |                                                                                          |
| Скиппи                                 | 1966—1970   | Австралия                                | - 2 января 1979 — 6 января 1979 (1 пр.) - 10 — 13 июля 1979 (1 пр.) |                                                                                          |
| След ведёт в «Седьмое небо»            | 1963        | ГДР                                      | - 9 августа 1966 — 13 августа 1966 (1 пр.) - 16 — 18 июня 1972 (4 пр.) |                                                                                          |
| Совесть пробуждается                   | 1961        | ГДР                                      | - 3 мая 1966 — 7 мая 1966 (2 пр.) |                                                                                          |
| Советник Вацатко принимает меры...     | 1969        | Чехословакия                             | - 17 октября 1972 — 19 октября 1972 (1 пр.) |                                                                                          |
| Спрут                                  | 1984        | Италия                                   | - 30 июля 1986 — 7 августа 1986 (1 пр.) - 7 — 11 августа 1989 (1 пр.) |                                                                                          |
| Спрут-2                                | 1986        | Италия                                   | - 1 февраля 1988 — 6 февраля 1988 (1 пр.) - 13 — 18 августа 1989 (1 пр.) |                                                                                          |
| Спрут-3                                | 1987        | Италия                                   | - 12 сентября 1989 — 20 сентября 1989 (1 пр.) |                                                                                          |
| Спрут-4                                | 1989        | Италия                                   | - 14 января 1991 — 19 января 1991 (1 пр.) |                                                                                          |
| Ставка больше, чем жизнь               | 1965—1968   | Польша                                   | - 7 августа 1968 — 13 августа 1968 (1 пр.): 1—6 сер. - 30 июня — 23 июля 1969 (1 пр.): 1—12 сер. - 12 — 13 января 1970 (1 пр.): 10—12 сер. - 19 — 24 января 1970 (1 пр.): 13, 16, 18 сер. - 11 июля — 9 августа 1970 (1 пр.): 1—18 сер. - 31 июля — 17 августа 1972 (2 пр.) - 17 мая — 13 июля 1986 (2 пр.) - 11 февраля — 6 марта 1991 (1 пр.) |                                                                                          |
| Стоянчо и Шаро                         | до 1973     | Болгария                                 | - 13 августа 1973 — 14 августа 1973 (1 пр.) |                                                                                          |
| Странный брак                          | 1984        | Венгрия                                  | - 16 марта 1987 — 20 марта 1987 (2 пр.) - 23 — 25 апреля 1990 (2 пр.) |                                                                                          |
| Странствие в ночи                      | 1986        | Норвегия                                 | - 7 августа 1991 — 9 августа 1991 (1 пр.) |                                                                                          |
| Счастливая странница                   | 1988        | США Италия                               | - 10 апреля 1988 — 12 апреля 1988 (1 пр.) |                                                                                          |
| Таинственный остров капитана Немо      | 1973        | Франция Испания Италия Камерун           | - 4 августа 1976 — 7 августа 1976 (1 пр.) - 2 — 23 декабря 1978 (1 пр.) | 6 серий                                                                                  |
| Тайна старой шахты                     | 1973        | Венгрия                                  | - 9 июля 1975 — 11 июля 1975 (1 пр.) |                                                                                          |
| Тайный отряд «Бумеранг»                | 1966—1968   | ГДР                                      | - 1 июля 1968 — 7 июля 1968 (1 пр.) |                                                                                          |
| Телефон полиции — 110                  | 1971—       | ГДР                                      | - 21 октября 1977 — 22 сентября 1990 (4 и 2 пр.) В течение данного периода было показано более 10 разных частей из сериала, снятых в 1973—1984 гг.. |                                                                                          |
| Товарищ Ганс Баймлер                   | 1969        | ГДР                                      | - 1 октября 1974 — 4 октября 1974 (2 пр.) |                                                                                          |
| Тридцать случаев майора Земана         | 1974—1979   | Чехословакия                             | - 26 февраля 1980 — 11 декабря 1989 (4 и 2 пр.) |                                                                                          |
| Три женщины                            | 1971        | Италия                                   | - 25 февраля 1975 — 28 февраля 1975 (1 пр.) - 29 мая — 31 мая 1979 (4 пр.) |                                                                                          |
| Трое из «К»                            | 1969        | ГДР                                      | - 5 марта 1973 — 7 марта 1973 (2 пр.) | По ЦТ показано 8 серий из 13.                                                            |
| Трудности первых                       | 1970        | ГДР                                      | - 19 апреля 1971 — 21 апреля 1971 (4 пр.) | 3 серии                                                                                  |
| Уильям Шекспир                         | 1978        | Великобритания                           | - 17 июля 1978 — 21 июля 1978 (1 пр.) - 19 апреля — 3 мая 1981 (4 пр.) | 6 серий                                                                                  |
| Фантомас                               | 1979        | Франция ФРГ                              | - 24 ноября 1991 — 28 ноября 1991 (1 пр.) |                                                                                          |
| Филька и Макензен                      | 1979        | Болгария                                 | - 6 июня 1983 — 9 июня 1983 (2 пр.) |                                                                                          |
| Фиолетовые соблазны                    | до 1991     | Китай                                    | - 12 февраля 1991 — 14 февраля 1991 (1 пр.) |                                                                                          |
| Флиппер                                | 1964—1967   | США                                      | - 27 марта 1978 — 31 марта 1978 (1 пр.) - 6 — 10 августа 1979 (1 пр.) |                                                                                          |
| Фронт без пощады                       | 1984        | ГДР                                      | - 8 октября 1985 — 20 января 1986 (1 пр.) |                                                                                          |
| Холодный дом                           | 1985        | Великобритания                           | - 20 августа 1991 — 23 августа 1991 (1 пр.) |                                                                                          |
| Христофор Колумб                       | 1985        | Италия США Франция ФРГ                   | - 31 января 1989 — 4 февраля 1989 (1 пр.) |                                                                                          |
| Целлулоидные мальчики                  | 1981        | Италия                                   | - 4 февраля 1987 — 6 февраля 1987 (2 пр.) |                                                                                          |
| Человек, который смеётся               | 1971        | Франция                                  | - 10 января 1989 — 13 января 1989 (1 пр.) - 28 — 30 января 1991 (1 пр.) |                                                                                          |
| Человек-невидимка                      | 1984        | Великобритания                           | - 14 декабря 1985 — 15 декабря 1985 (1 пр.) - 20 — 21 августа 1988 (2 пр.) |                                                                                          |
| Четыре танкиста и собака               | 1966—1970   | Польша                                   | - 12 ноября 1966 — 19 ноября 1966 (1 пр.): 1—8 сер. - 2 — 9 января 1967 (1 пр.): 1—8 сер. - 4 — 9 января 1970 (1 пр.): 1—8 сер. - 21 июня — 4 июля 1971 (1 пр.): 9—21 сер. - 4 января — 27 марта 1972 (1 пр.) - 8 июля — 2 августа 1974 (1 пр.) - 2 — 27 июля 1984 (1 пр.) - 1 — 29 августа 1989 (2 пр.)                                        |                                                                                          |
| Чёрные тучи                            | 1973        | Польша                                   | - 18 июля 1977 — 21 июля 1977 (4 пр.) | Показано 8 серий из 10.                                                                  |
| Чёрный город                           | 1971—1972   | Венгрия                                  | - 7 апреля 1975 — 13 апреля 1975 (2 пр.) |                                                                                          |
| Чёрный хлеб                            | 1974        | Франция                                  | - 6 февраля 1978 — 18 февраля 1978 (1 пр.) | 8 серий                                                                                  |
| Чужое золото                           | 1985        | Австралия Великобритания                 | - 2 января 1989 — 5 января 1989 (1 пр.) - 26 — 29 марта 1991 (1 пр.) |                                                                                          |
| Шандор Роза                            | 1971        | Венгрия                                  | - 23 января 1973 — 25 января 1973 (2 пр.) | По ЦТ показано 6 серий из 12.                                                            |
| Шантаж                                 | 1989        | Италия                                   | - 9 декабря 1990 — 13 декабря 1990 (1 пр.) |                                                                                          |
| Шоу Бенни Хилла                        | 1955—1991   | Великобритания                           | - 13 апреля 1989 — 14 апреля 1989 (2 пр.) | В рамках «Пяти вечеров с Thames Television»                                              |
| Экспресс в Стамбул                     | 1980        | Италия Венгрия                           | - 2 апреля 1985 — 6 апреля 1985 (1 и 2 пр.) |                                                                                          |
| Я умею прыгать через лужи              | 1981        | Австралия                                | - 13 августа 1985 — 24 августа 1985 (1 пр.) |                                                                                          |
| Яносик                                 | 1973        | Польша                                   | - 21 июля 1975 — 27 июля 1975 (2 пр.) |                                                                                          |

## Сериалы совместного производства с СССР
| Название (на ЦТ СССР)         | Год выпуска | Страны-производители          | Даты показа на ЦТ | Примечания |
| ----------------------------- | ----------- | ----------------------------- | --- | ---------- |
| В поисках капитана Гранта     | 1985        | СССР Болгария                 | - 13 мая 1986 — 22 мая 1986 (1 пр.) - 2 — 10 января 1990 (1 пр.)                                                                 |            |
| Жизнь Берлиоза                | 1983        | СССР Канада Франция Швейцария | - 12 июня 1984 — 21 июня 1984 (1 пр.)                                                                                            |            |
| Карастояновы                  | 1983        | СССР Болгария                 | - 6 сентября 1983 — 9 сентября 1983 (1 пр.) - 7 — 10 июня 1988 (2 пр.)                                                           |            |
| Карл Маркс. Молодые годы      | 1979        | СССР ГДР                      | - 2 июня 1980 — 10 июня 1980 (1 пр.) - 7 — 20 февраля 1981 (1 пр.) - 20 — 31 марта 1983 (1 пр.) - 26 апреля — 5 мая 1988 (2 пр.) |            |
| Красные колокола (телеверсия) | 1982—1983   | СССР Мексика Италия           | - 25 октября 1984 — 5 ноября 1984 (1 пр.)                                                                                        |            |
| Красный цвет папоротника      | 1988        | СССР Польша                   | - 17 января 1989 — 21 января 1989 (1 пр.)                                                                                        |            |
| Никколо Паганини              | 1982        | СССР Болгария                 | - 26 октября 1982 — 30 октября 1982 (1 пр.) - 30 января — 1 февраля 1985 (2 пр.) - 27 — 30 ноября 1989 (2 пр.)                   |            |
| Претендент                    | 1987        | СССР Чехословакия             | - 4 августа 1987 — 7 августа 1987 (1 и 2 пр.) - 17 — 19 июля 1990 (2 пр.)                                                        |            |
| Путь к Софии                  | 1977        | СССР Болгария                 | - 25 февраля 1978 — 3 марта 1978 (1 пр.)                                                                                         |            |
| Труженики моря                | 1986        | СССР Франция                  | - 18 июля 1987 — 19 июля 1987 (1 пр.) - 14 — 16 марта 1990 (2 пр.)                                                               |            |

## Мультипликационные сериалы
- 80 дней вокруг света[362]
- Болек и Лёлек[363][364]
- Вокруг света с Вилли Фогом[365]
- Волшебный карандаш[пол.][364]
- Выдумки кота Стракоша[366][367]
- Приключения Гупа и Гопа[чеш.][368]
- Густав
- Данка и Янка[словац.]
- Еноты
- Жил-был человек
- Житель часов с боем[пол.][364]
- Зимние сказки[словац.][364]
- Кржемелик и Вахмурка[364]
- Крот[369]
- Маззи
- Майти Маус / Приключения могучего мышонка[англ.][370][179]
- Максипёс Фик[364]
- Мах и Шебестова[чеш.][364]
- Элек Мекк - мастер на все руки
- Мирр-Мурр[венг.][371]
- Мишка-Коротышка / Мишка — плюшевое ухо и его друзья[чеш.][372][264]
- Мишка Ушастик[пол.][364]
- Патаплюши[373][374]
- Песочный человек
- Пожарная команда Фелиситас[375][119]
- Приключения Пети[венг.][132]
- Приключения пчёлки Майи
- Приключения Фэффи[376][377]
- Приключения Чоко и Боко
- Про Доротку[378][364]
- Путешествия гнома Гаяско[чеш.]
- Отважный Румцайс[чеш.][379]
- Рекс[179]
- Робертик и Зулайда[380][364]
- Семья Джетсонов
- Семья Фрёлих[381]
- Сказки о фее Амальке[чеш.][364]
- Скала Фрэгглов[382][383]
- Странные приключения козлика Матолека[пол.][364]
- Стремянка и Макаронина[364]
- Суперкнига (аниме-версия)
- Том и Джерри[384][385][386]
- Тяпа и Ляпа[364]
- Ушко и Зубок[387][364]
- Фердинанд Великолепный[пол.]
- Флинтстоуны

### Уолт Дисней представляет…
- «Утиные истории» (1 января — 22 декабря 1991 года) (1 пр.)
- «Чип и Дейл спешат на помощь» (1 января — 22 декабря 1991 года) (1 пр.)[388][389][390][391][392]